# Hugo Althoff
Bartholomäus Hugo Maria Althoff (ur. 18 czerwca 1884 w Ostbevern w powiecie Warendorf, zm. 1960) – niemiecki inżynier budownictwa, urbanista i polityk chadecki (Zentrum).

## Życiorys
Hugo Althoff urodził się jako piąte z ośmiorga dzieci chłopa Heinricha Wilhelma Schulze-Althoff (1840-1913), pochodzącego z rodu wolnych chłopów-sołtysów oraz Marii (z domu Pöhler). Dzięki ufundowanemu przez miejscowego proboszcza stypendium mógł uczęszczać do gimnazjum. Ukończył studia jako inżynier budownictwa w Gdańsku (należał do korporacji akademickiej Pruthenia). Następnie mieszkał jakiś czas w Erfurcie (w 1912 opublikował artykuł Separation und Bebauungsplan w czasopiśmie Städtebau), zaś w 1915 uzyskał w Dreźnie doktorat z dziedziny budownictwa; jego praca na temat przepustowości ulic została opublikowana w 1916. Walczył w I wojnie światowej; trafiony odłamkiem pocisku, został ranny w nos i utracił prawe oko.
Althoff ożenił się w Gdańsku w 1912 w kościele Serca Jezusowego we Wrzeszczu. Miał trzech synów: Klausa (ur. 1914), Wolfganga (ur. 1917) i Güntera (20 września 1920 - 30 maja 1999).
Od 1919 do 1923 działał w Malborku jako miejski radca budowlany w randze drugiego burmistrza, po czym był radcą budowlanym we Frankfurcie nad Odrą. Od 1926 do 29 marca 1929 sprawował taką samą funkcję we Wrocławiu. W tym czasie działał w Reichsforschungsgesellschaft für Wirtschaftlichkeit im Bau- und Wohnungswesen e.V., gdzie zetknął się z Walterem Gropiusem.

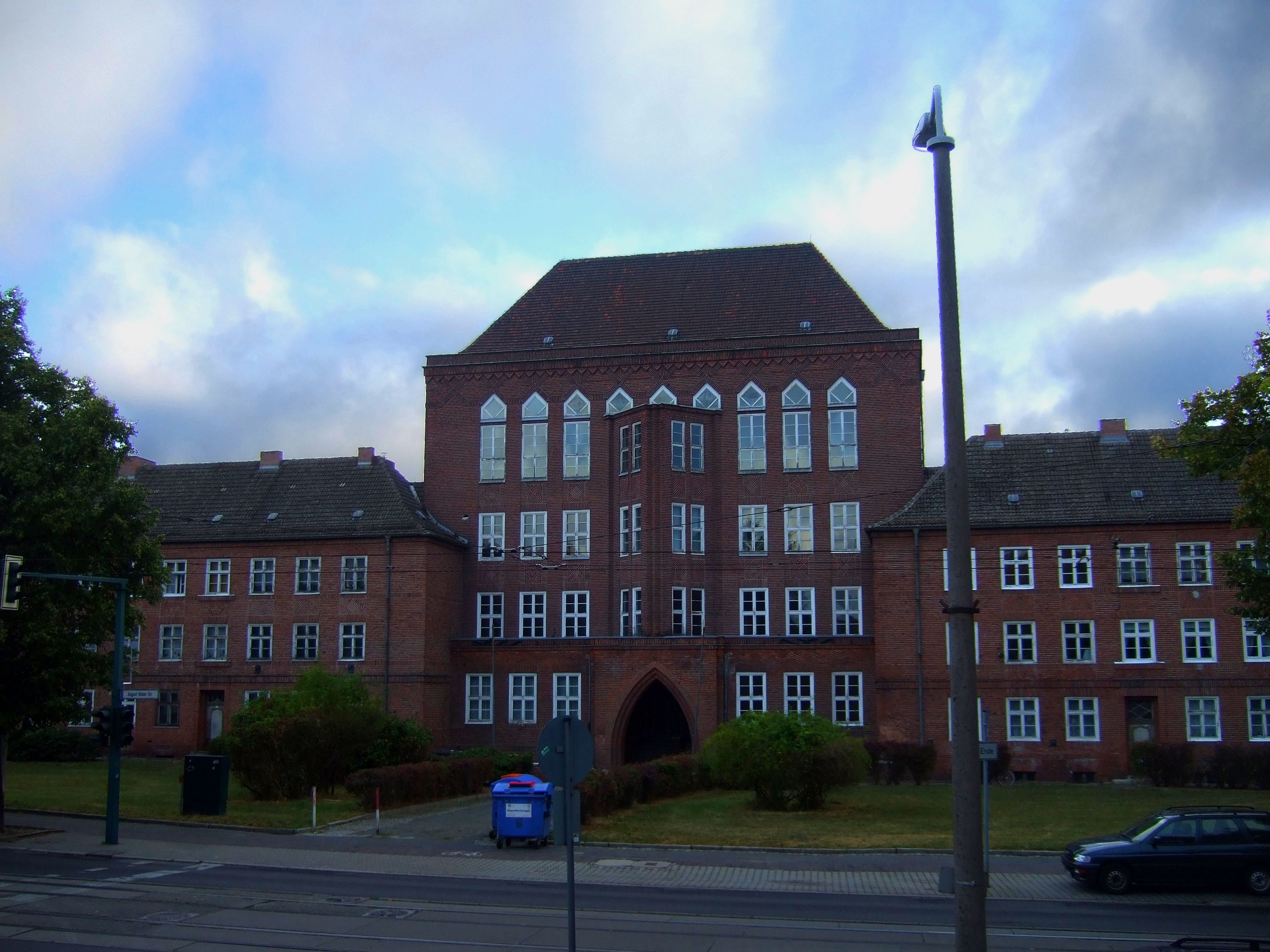
H. Althoff i Josef Gesing: Szkoła im. Hindenburga (ob. im. Ericha Kästnera) we Frankfurcie nad Odrą

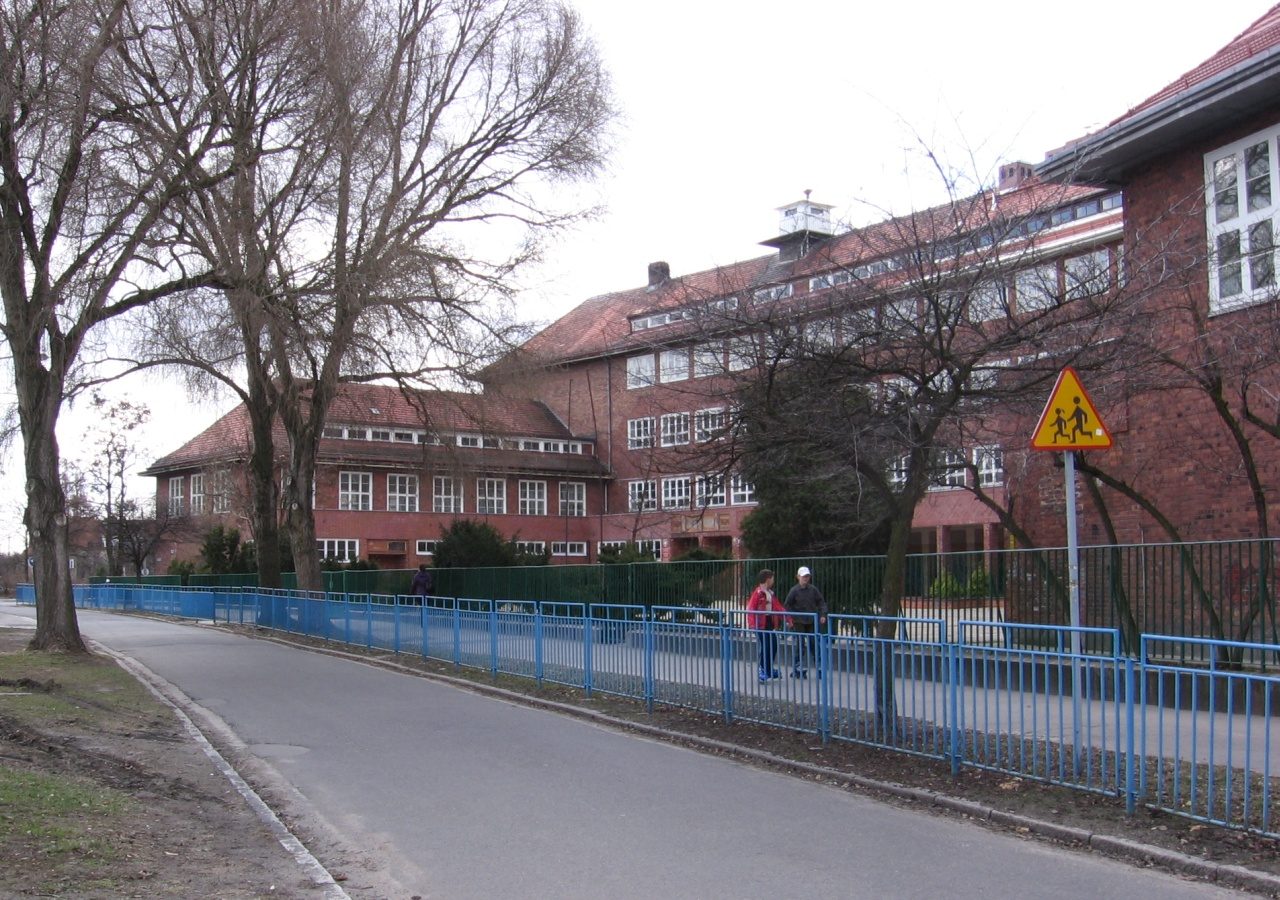
H. Althoff, Max Schirmer, Wilhelm Anders: Szkoła im. Eberta (ob. SP nr 45) we Wrocławiu

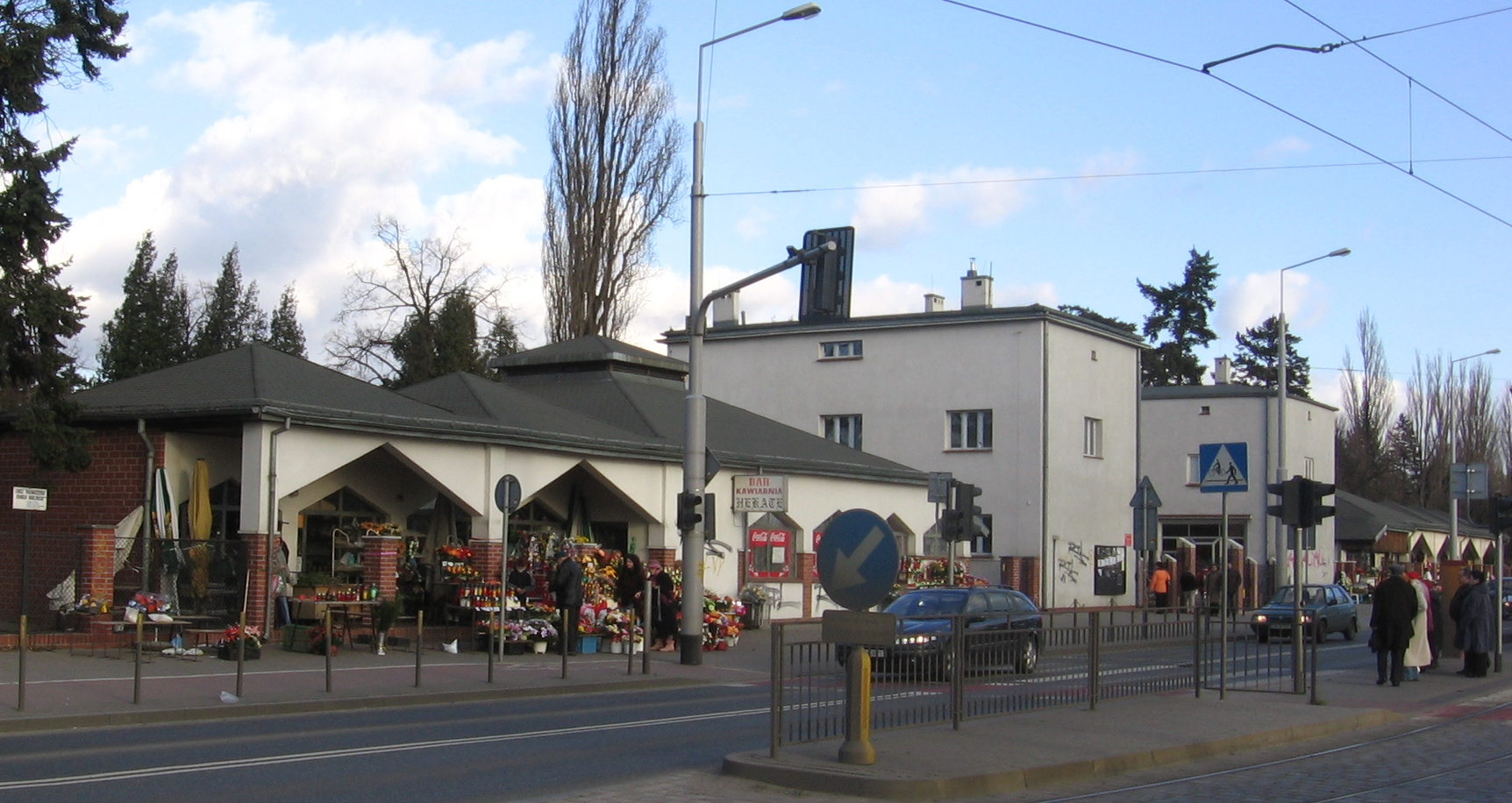
H. Althoff: Brama cmentarza Osobowickiego we Wrocławiu (po prawej)

Przez kolejne 4 i pół roku pełnił w Wolnym Mieście Gdańsku funkcję senatora (ministra). 18 grudnia 1928 do 9 stycznia 1931 wchodził w skład III gabinetu prezydenta Sahma jako senator do spraw budownictwa, a następnie do 30 maja 1933 był senatorem do spraw robót publicznych i handlu w senacie Ziehma. Mieszkał w tym czasie w Sopocie przy Delbrückallee 2 (ob. ul. Paderewskiego).
Po przejęciu władzy przez nazistów został zmuszony do przejścia na wcześniejszą emeryturę. W kolejnych latach dorabiał jako współwłaściciel sklepu z wyrobami rzemiosła artystycznego. W lecie 1944, po zamachu von Stauffenberga na Hitlera, został aresztowany i umieszczony w obozie koncentracyjnym Stutthof, lecz po około półtora miesiąca zwolniony. Po zdobyciu Sopotu przez Armię Czerwoną pozostał jakiś czas w mieście, po czym został deportowany do Berlina.

## Główne prace
- szkoła im. Hindenburga (Hindenburgschule) we Frankfurcie nad Odrą, ukończona 1927 (z Josefem Gesingiem)
- szkoła im. Friedricha Eberta na Sępolnie (Friedrich-Ebert-Schule, dzisiaj Szkoła Podstawowa nr 45) przy ulicy Krajewskiego (Kuckucksweg) we Wrocławiu, 1928 (z Maksem Schirmerem i Wilhelmem Andersem)
- szkoła zawodowa (Berufsschule, dzisiaj Zespół Szkół Łączności) przy ulicy Józefa Hauke-Bossaka (Clausewitzstraße) we Wrocławiu, 1929-1930
- budynki bramne cmentarza Osobowickiego we Wrocławiu

## Wybrane publikacje książkowe Althoffa
- Die Strassenbreite in ihrer Abhängigkeit vom Verkehr, Berlin 1916 (Szerokość ulicy w zależności od natężenia ruchu)
- Neuere Ausführungen von Hochbauten in Leichtbeton, Charlottenburg 1929 (Nowe realizacje budynków z betonu lekkiego)
- Siedlungsarbeit in der Freien Stadt Danzig 1920-1930, Gdańsk 1929 (Budowa osiedli w Wolnym Mieście Gdańsku 1920-1930)
- Polens Wirtschaftspolitik und Danzig, Gdańsk 1931 (Polityka gospodarcza Polski a Gdańsk)